# (10810) Lejsturojr
(10810) Lejsturojr (1993 FL15) – planetoida z pasa głównego asteroid okrążająca Słońce w ciągu 5,3 lat w średniej odległości 3,04 j.a. Odkryta 17 marca 1993 roku.